# 1424
Évszázadok: 14. század – 15. század – 16. század
Évtizedek: 1370-es évek – 1380-as évek – 1390-es évek – 1400-as évek – 1410-es évek – 1420-as évek – 1430-as évek – 1440-es évek – 1450-es évek – 1460-as évek – 1470-es évek
Évek: 1419 – 1420 – 1421 – 1422 –  1423 – 1424 – 1425 – 1426 – 1427 – 1428 – 1429

## Események

### Határozott dátumú események
- augusztus 5. – V. Márton pápa megerősíti veszprémi püspöki székében Rozgonyi Pétert.[1]
- augusztus 17. – A verneuil-i csatában a John of Lancaster, Bedford hercege vezette angol–burgundi sereg legyőzi a túlerőben levő francia-skót csapatokat, melyet Alençon hercege, John Stewart of Darnley és Archibald, Douglas grófja vezet.[2]

### Határozatlan dátumú események
- III. Lajos címzetes nápolyi király nagykorúvá (21 éves) válása és ezzel átveszi az irányítást az uralma alá eső területeken. (Haláláig, 1434-ig uralkodik.)
- Folytatódik a török hódítás Bulgária és Bosznia területén.

## Születések
- október 10. – I. Ulászló magyar és (III. Ulászló néven) lengyel király (†1440)
- Chiaromontei Izabella nápolyi királyné (†1465)

## Halálozások
- január 4. – Muzio Sforza (er. Giacomo Attendolo), a Sforza-ház, Milánó uralkodói házának alapítója (* 1369)
- június 10. – II. Ernő osztrák herceg a „vaserejű” (* 1377)
- október 11. – Jan Žižka („Zsizska János”) huszita hadvezér (* 1360)